# Coppa del mondo di mountain bike 2012
La Coppa del mondo di mountain bike 2012 organizzata dall'Unione Ciclistica Internazionale (UCI), è disputa su due discipline: cross country e downhill (7 tappe ciascuno).

## Cross country

### Uomini

#### Elite
Risultati
| Data      | Luogo                | Vincitore      | Secondo              | Terzo                 | Leader della Cl. mondiale |
| --------- | -------------------- | -------------- | -------------------- | --------------------- | ------------------------- |
| 17 marzo  | Pietermaritzburg     | Nino Schurter  | Burry Stander        | Manuel Fumic          | Nino Schurter             |
| 15 aprile | Houffalize           | Julien Absalon | Nino Schurter        | Marco Aurelio Fontana | Nino Schurter             |
| 13 maggio | Nové Město na Moravě | Nino Schurter  | Jaroslav Kulhavý     | Burry Stander         | Nino Schurter             |
| 20 maggio | La Bresse            | Julien Absalon | Jaroslav Kulhavý     | Ralph Näf             | Nino Schurter             |
| 23 giugno | Mont-Sainte-Anne     | Nino Schurter  | José Antonio Hermida | Jaroslav Kulhavý      | Nino Schurter             |
| 30 giugno | Windham              | Burry Stander  | Sergio Mantecon      | Marco Aurelio Fontana | Nino Schurter             |
| 28 luglio | Val d'Isère          | Nino Schurter  | Lukas Flückiger      | Marco Aurelio Fontana | Nino Schurter             |

Classifica generale
| Pos. | Corridore             | Punti |
| ---- | --------------------- | ----- |
| 1    | Nino Schurter         | 1200  |
| 2    | Burry Stander         | 1058  |
| 3    | Jaroslav Kulhavý      | 865   |
| 4    | Marco Aurelio Fontana | 830   |
| 5    | José Antonio Hermida  | 797   |

#### Under-23
Risultati
| Data      | Luogo                | Vincitore               | Secondo                 | Terzo               | Leader della Cl. mondiale |
| --------- | -------------------- | ----------------------- | ----------------------- | ------------------- | ------------------------- |
| 17 marzo  | Pietermaritzburg     | Alexander Gehbauer      | Gerhard Kerschbaumer    | M. Schulte-Luenzum  | Alexander Gehbauer        |
| 14 aprile | Houffalize           | Ondrej Cink             | Alexander Gehbauer      | Julian Schelb       | Alexander Gehbauer        |
| 12 maggio | Nové Město na Moravě | Ondrej Cink             | Michiel van der Heijden | Alexander Gehbauer  | Ondrej Cink               |
| 19 maggio | La Bresse            | Alexander Gehbauer      | M. Schulte-Luenzum      | Matthias Stirnemann | Alexander Gehbauer        |
| 23 giugno | Mont-Sainte-Anne     | Michiel van der Heijden | Gerhard Kerschbaumer    | M. Schulte-Luenzum  | Alexander Gehbauer        |
| 30 giugno | Windham              | Michiel van der Heijden | M. Schulte-Luenzum      | Reto Indergand      | Michiel van der Heijden   |
| 28 luglio | Val d'Isère          | Gerhard Kerschbaumer    | Jordan Sarrou           | Daniele Braidot     | Michiel van der Heijden   |

Classifica generale
| Pos. | Corridore               | Punti |
| ---- | ----------------------- | ----- |
| 1    | Michiel van der Heijden | 395   |
| 2    | Gerhard Kerschbaumer    | 372   |
| 3    | Markus Schulte-Luenzum  | 327   |
| 4    | Alexander Gehbauer      | 310   |
| 5    | Ondrej Cink             | 292   |

#### Juniors
Risultati
| Data      | Luogo                | Vincitore       | Secondo            | Terzo             |
| --------- | -------------------- | --------------- | ------------------ | ----------------- |
| 18 marzo  | Pietermaritzburg     | Anton Cooper    | Victor Koretzky    | Nicolas Sessler   |
| 14 aprile | Houffalize           | Romain Seigle   | Andri Frischknecht | Keegan Swenson    |
| 12 maggio | Nové Město na Moravě | Victor Koretzky | Romain Seigle      | Antoine Bouqueret |
| 19 maggio | La Bresse            | Victor Koretzky | Dominic Zumstein   | Titouan Carod     |
| 23 giugno | Mont-Sainte-Anne     | Anton Cooper    | Marc-Antoine Nadon | Keegan Swenson    |
| 30 giugno | Windham              | Anton Cooper    | Keegan Swenson     | Nicolas Sessler   |
| 28 luglio | Val d'Isère          | Victor Koretzky | Titouan Carod      | Dominic Zumstein  |

### Donne

#### Elite
Risultati
| Data      | Luogo                | Vincitrice        | Seconda          | Terza                | Leader della Cl. mondiale           |
| --------- | -------------------- | ----------------- | ---------------- | -------------------- | ----------------------------------- |
| 17 marzo  | Pietermaritzburg     | Maja Włoszczowska | Emily Batty      | Catharine Pendrel    | Maja Włoszczowska                   |
| 15 aprile | Houffalize           | Catharine Pendrel | Julie Bresset    | Maja Włoszczowska    | Maja Włoszczowska Catharine Pendrel |
| 13 maggio | Nové Město na Moravě | Julie Bresset     | Irina Kalent'eva | Katerina Nash        | Julie Bresset                       |
| 20 maggio | La Bresse            | Gunn-Rita Dahle   | Katerina Nash    | Julie Bresset        | Julie Bresset                       |
| 23 giugno | Mont-Sainte-Anne     | Catharine Pendrel | Georgia Gould    | Marie-Hélène Prémont | Catharine Pendrel                   |
| 30 giugno | Windham              | Catharine Pendrel | Katerina Nash    | Georgia Gould        | Catharine Pendrel                   |
| 28 luglio | Val d'Isère          | Gunn-Rita Dahle   | Julie Bresset    | Annie Last           | Catharine Pendrel                   |

Classifica generale
| Pos. | Corridore         | Punti |
| ---- | ----------------- | ----- |
| 1    | Catharine Pendrel | 1290  |
| 2    | Gunn-Rita Dahle   | 1048  |
| 3    | Katerina Nash     | 954   |
| 4    | Julie Bresset     | 950   |
| 5    | Georgia Gould     | 893   |

#### Under-23
Risultati
| Data      | Luogo                | Vincitrice         | Seconda            | Terza             | Leader della Cl. mondiale         |
| --------- | -------------------- | ------------------ | ------------------ | ----------------- | --------------------------------- |
| 17 marzo  | Pietermaritzburg     | Ekaterina Anoshina | Yana Belomoyna     | Lisa Mitterbauer  | Ekaterina Anoshina                |
| 15 aprile | Houffalize           | Yana Belomoyna     | Ekaterina Anoshina | Rebecca Henderson | Ekaterina Anoshina Yana Belomoyna |
| 12 maggio | Nové Město na Moravě | Jolanda Neff       | Yana Belomoyna     | Paula Gorycka     | Yana Belomoyna                    |
| 19 maggio | La Bresse            | Yana Belomoyna     | Rebecca Henderson  | Samara Sheppard   | Yana Belomoyna                    |
| 23 giugno | Mont-Sainte-Anne     | Samara Sheppard    | Yana Belomoyna     | Rebecca Henderson | Yana Belomoyna                    |
| 30 giugno | Windham              | Jolanda Neff       | Rebecca Henderson  | Candice Neethling | Yana Belomoyna                    |
| 28 luglio | Val d'Isère          | Jolanda Neff       | Yana Belomoyna     | Rebecca Henderson | Yana Belomoyna                    |

Classifica generale
| Pos. | Corridore         | Punti |
| ---- | ----------------- | ----- |
| 1    | Yana Belomoyna    | 460   |
| 2    | Rebecca Henderson | 371   |
| 3    | Jolanda Neff      | 370   |
| 4    | Samara Sheppard   | 265   |
| 5    | Candice Neethling | 246   |

#### Juniors
Risultati
| Data      | Luogo                | Vincitrice         | Seconda            | Terza            |
| --------- | -------------------- | ------------------ | ------------------ | ---------------- |
| 18 marzo  | Pietermaritzburg     | Haylay Smith       | Nicole Erasmus     | Savannah Vosloo  |
| 14 aprile | Houffalize           | Margot Moschetti   | Lena Putz          | Sofia Wiedenroth |
| 12 maggio | Nové Město na Moravě | Margot Moschetti   | Barbora Machulkova | Jenny Rissveds   |
| 19 maggio | La Bresse            | Perrine Clauzel    | Margot Moschetti   | Sofia Wiedenroth |
| 23 giugno | Mont-Sainte-Anne     | Frederique Trudell | Dina Hordiyuk      | Amber Johnston   |
| 30 giugno | Windham              | Kate Courtney      | Frederique Trudell | Amber Johnston   |
| 28 luglio | Val d'Isère          | Andrea Waldis      | Lena Putz          | Margot Moschetti |

## Downhill

### Uomini
Risultati
| Data         | Luogo            | Vincitore       | Secondo      | Terzo          | Leader della Cl. mondiale |
| ------------ | ---------------- | --------------- | ------------ | -------------- | ------------------------- |
| 18 marzo     | Pietermaritzburg | Greg Minnaar    | Aaron Gwin   | Michael Hannah | Greg Minnaar              |
| 3 giugno     | Val di Sole      | Aaron Gwin      | Greg Minnaar | Gee Atherton   | Aaron Gwin                |
| 10 giugno    | Fort William     | Aaron Gwin      | Danny Hart   | Gee Atherton   | Aaron Gwin                |
| 24 giugno    | Mont-Sainte-Anne | Aaron Gwin      | Greg Minnaar | Danny Hart     | Aaron Gwin                |
| 1º luglio    | Windham          | Aaron Gwin      | Steve Smith  | Gee Atherton   | Aaron Gwin                |
| 29 luglio    | Val d'Isère      | Brook Macdonald | Gee Atherton | Josh Bryceland | Aaron Gwin                |
| 15 settembre | Hafjell          |                 |              |                |                           |

Classifica generale
| Pos. | Corridore    | Punti |
| ---- | ------------ | ----- |
| 1    | Aaron Gwin   | 1260  |
| 2    | Greg Minnaar | 1000  |
| 3    | Gee Atherton | 981   |
| 4    | Steve Smith  | 680   |
| 5    | Danny Hart   | 650   |

### Donne
Risultati
| Data         | Luogo            | Vincitrice      | Seconda         | Terza          | Leader della Cl. mondiale |
| ------------ | ---------------- | --------------- | --------------- | -------------- | ------------------------- |
| 18 marzo     | Pietermaritzburg | Tracey Hannah   | Manon Carpenter | Emmeline Ragot | Tracey Hannah             |
| 3 giugno     | Val di Sole      | Rachel Atherton | Myriam Nicole   | Emmeline Ragot | Emmeline Ragot            |
| 10 giugno    | Fort William     | Emmeline Ragot  | Rachel Atherton | Myriam Nicole  | Emmeline Ragot            |
| 24 giugno    | Mont-Sainte-Anne | Rachel Atherton | Myriam Nicole   | Emmeline Ragot | Emmeline Ragot            |
| 1º luglio    | Windham          | Rachel Atherton | Tracey Hannah   | Emmeline Ragot | Rachel Atherton           |
| 29 luglio    | Val d'Isère      | Rachel Atherton | Emmeline Ragot  | Floriane Pugin | Rachel Atherton           |
| 15 settembre | Hafjell          |                 |                 |                |                           |

Classifica generale
| Pos. | Corridore           | Punti |
| ---- | ------------------- | ----- |
| 1    | Rachel Atherton     | 1200  |
| 2    | Emmeline Ragot      | 1120  |
| 3    | Myriam Nicole       | 892   |
| 4    | Tracey Hannah       | 732   |
| 5    | Emilie Siegenthaler | 705   |